# Кодля
Кодля (рум. Codlea, венг. Feketehalom, нем. Zeiden) — город в Румынии, в жудеце Брашов.

## География
Город расположен на северо-западе жудеца, находится в 15 км от административного центра жудеца, города Брашов.

## История
В XII веке здесь во времена Тевтонского ордена была построена крепость, получившая название «Чёрный замок».
Город неоднократно подвергался разграблениям со стороны татар и турок, в 1234, 1252, 1335, 1421 и 1431 годах.
В 1599 году в районе проходили военные действия во время вторжения войск Михая Храброго в Трансильванию.
Произошедшее в 1802 году землетрясение вызвало большие разрушения в городе.
В 1950 году Кодля получил статус города.

## Население
По состоянию на 2011 год население города составляло 19 836 человек.